# 香港奧運文化廣場

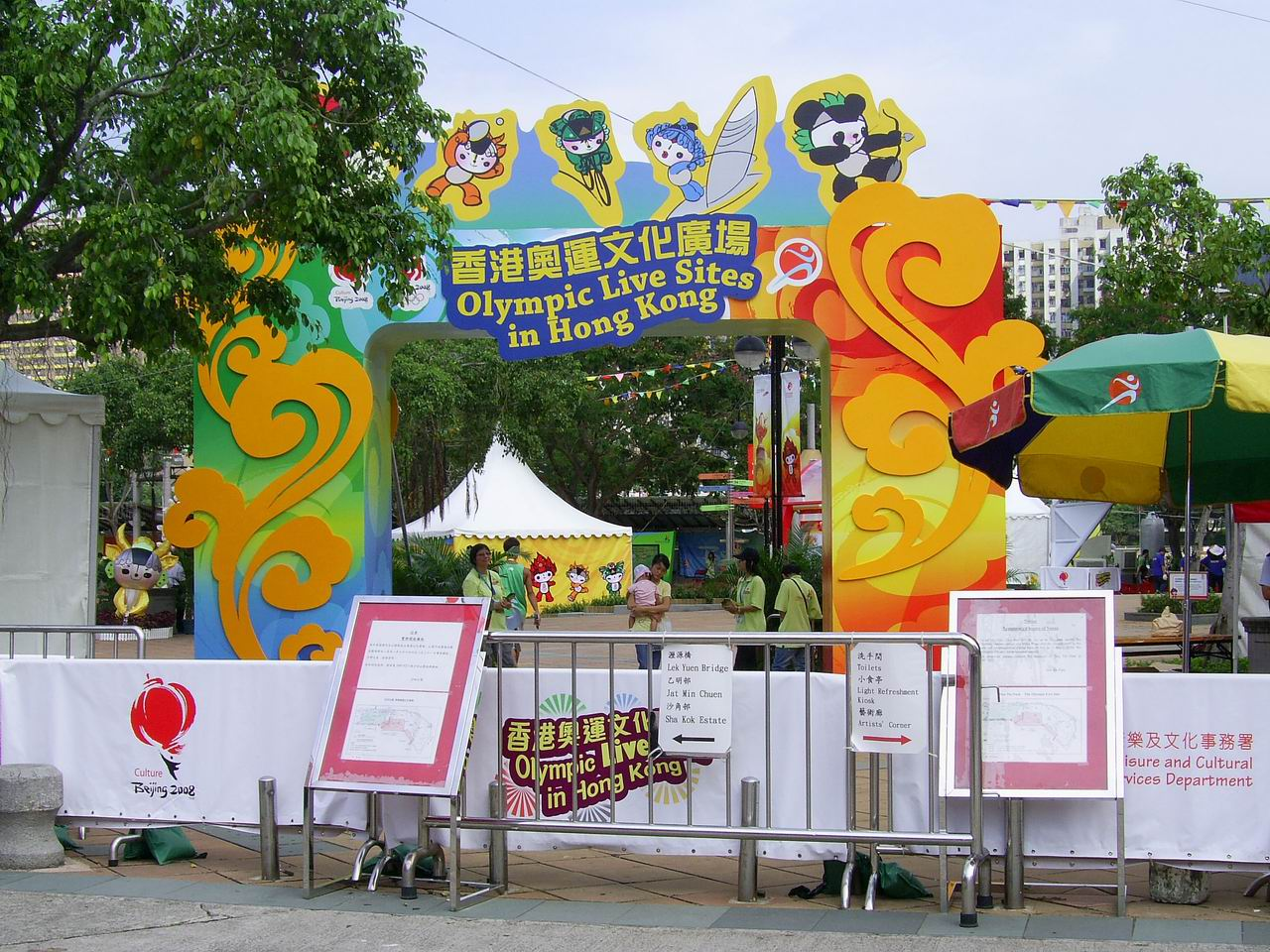
沙田公園香港奧運文化廣場入口

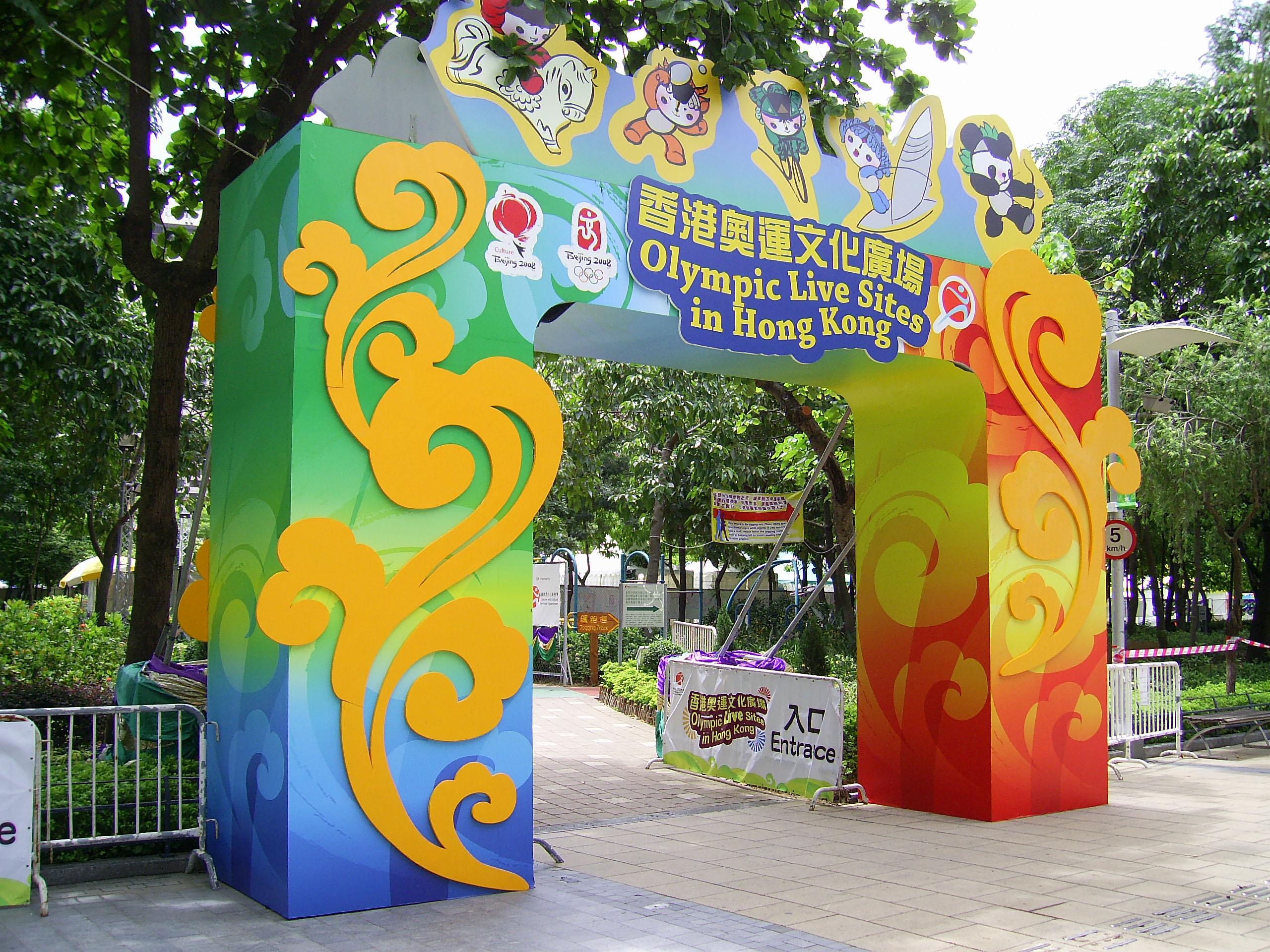
維園香港奧運文化廣場入口

香港奧運文化廣場是康樂及文化事務署在2008年北京奧運會及殘疾人奧運會期間所辦的一項文化活動，於2008年8月8日至24日在維多利亞公園及沙田公園結客場設立，當局希望通過廣場為市民提供免費的文化和娛樂活動，以提升奧運氣氛、推廣奧運精神和文化及吸引市民積極投入奧運活動。 

## 活動內容
在設立奧運文化廣場期間，廣場將分成七大區域，分別為：
大型電視屏幕和主舞台區
- 設置大型電視屏幕直播奧運賽事、奧運會開幕禮和閉幕禮
- 安排本地和海外文藝團體進行舞台表演，以營造熱烈的奧運氣氛

休閒娛樂活動區
- 舉辦多項休閒娛樂活動，設置奧運圖書閣、提供小馬寫真、科技光影遊戲、多元化遊戲攤檔、彈跳樂園等活動

展覽區
- 安排奧運資料展覽及香港火炬接力盛況回顧展，祝願閣及福娃攝影閣

健體閣
- 為市民提供健體測試，及多項體育活動示範

奧運會特許商品展賣區
- 展賣2008年北京奧運會紀念品及奧運特許商品

資訊中心
- 提供北京奧運會各項比賽成績、奧運最新消息及奧運獎牌榜

飲食區
- 設置飲食攤檔售賣飲品和小食

## 影集
沙田公園奧運文化廣場

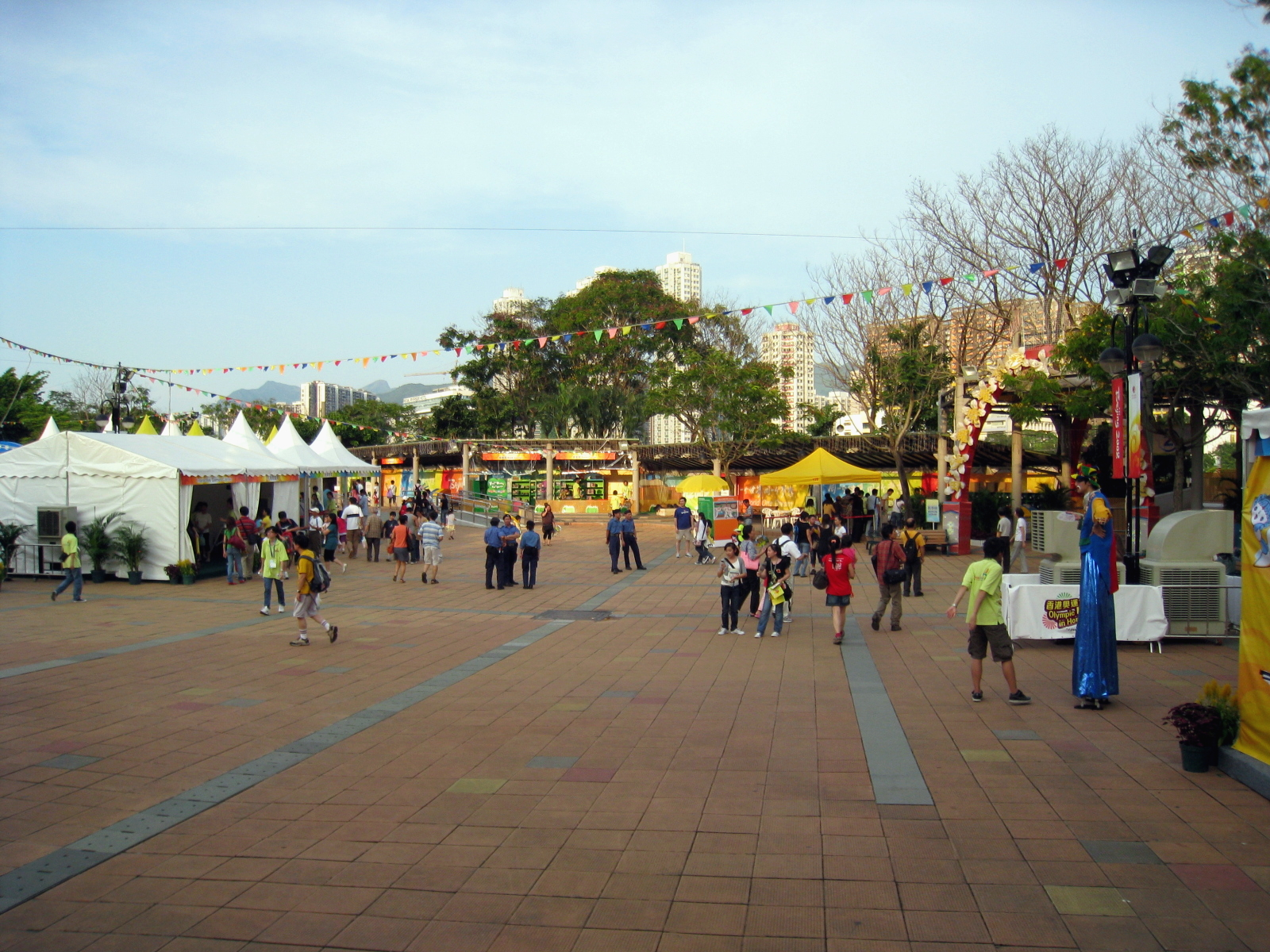
沙田公園香港奧運文化廣場
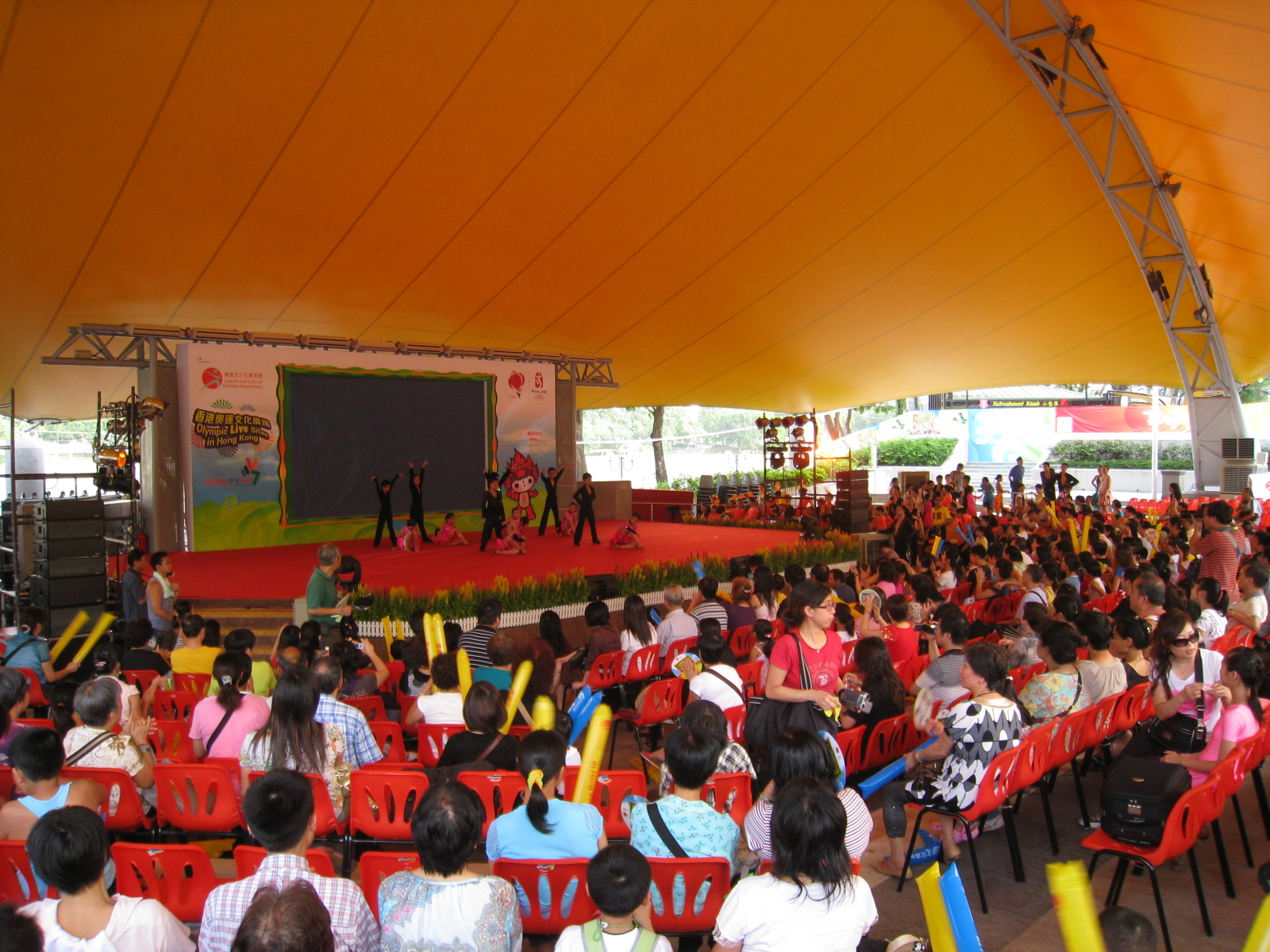
大型電視屏幕和主舞台區
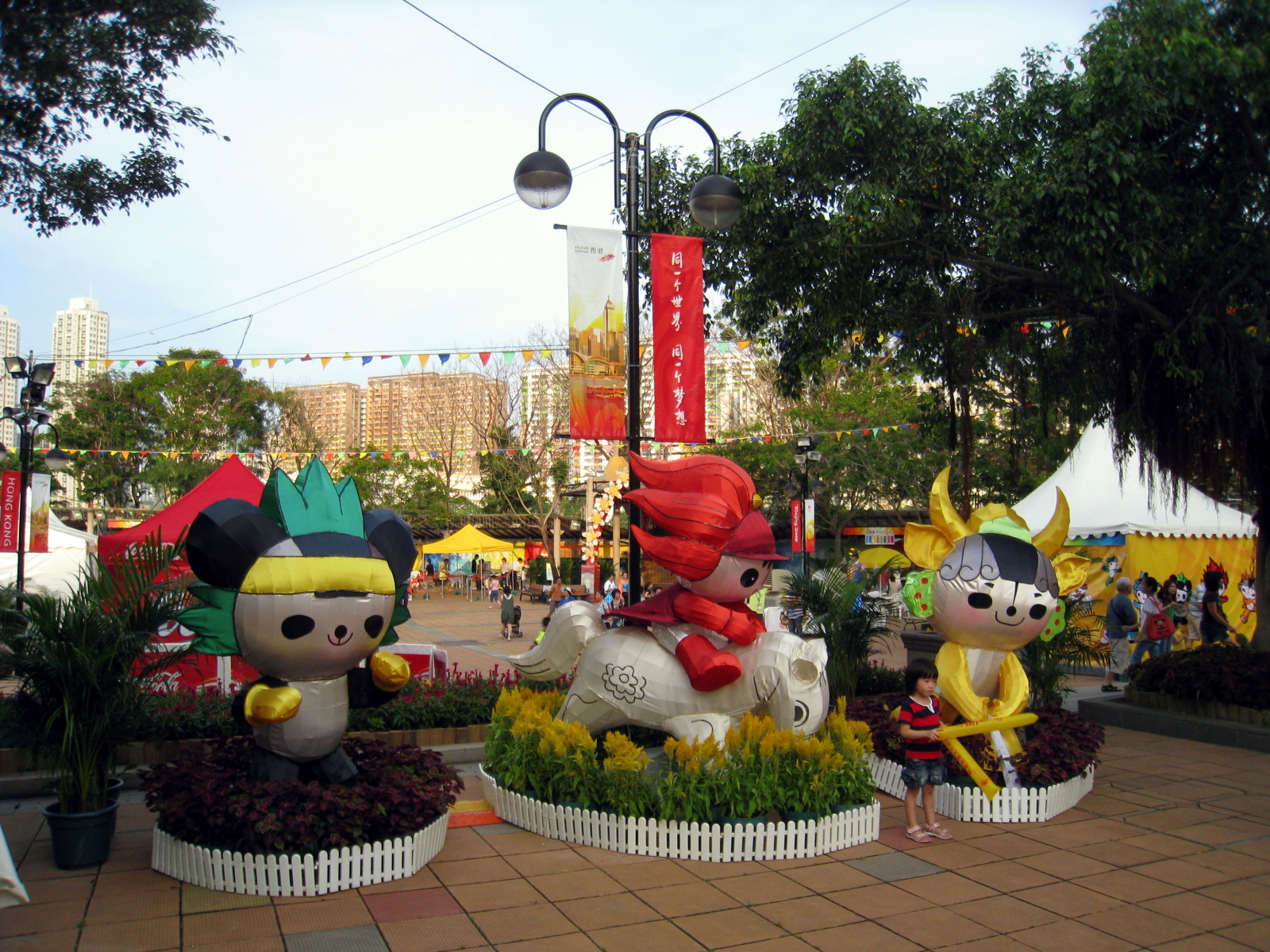
福娃攝影閣
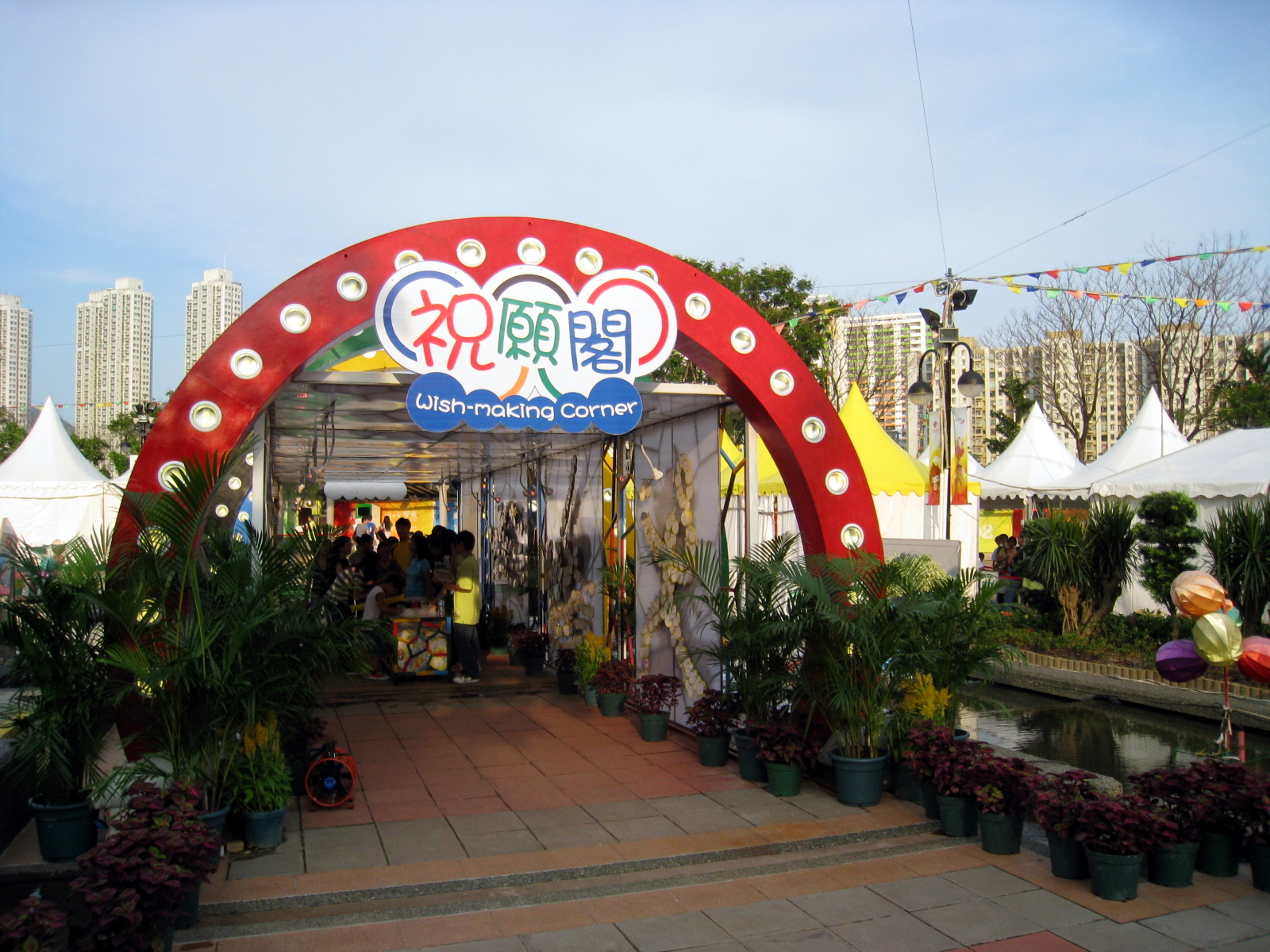
祝願閣

維園奧運文化廣場

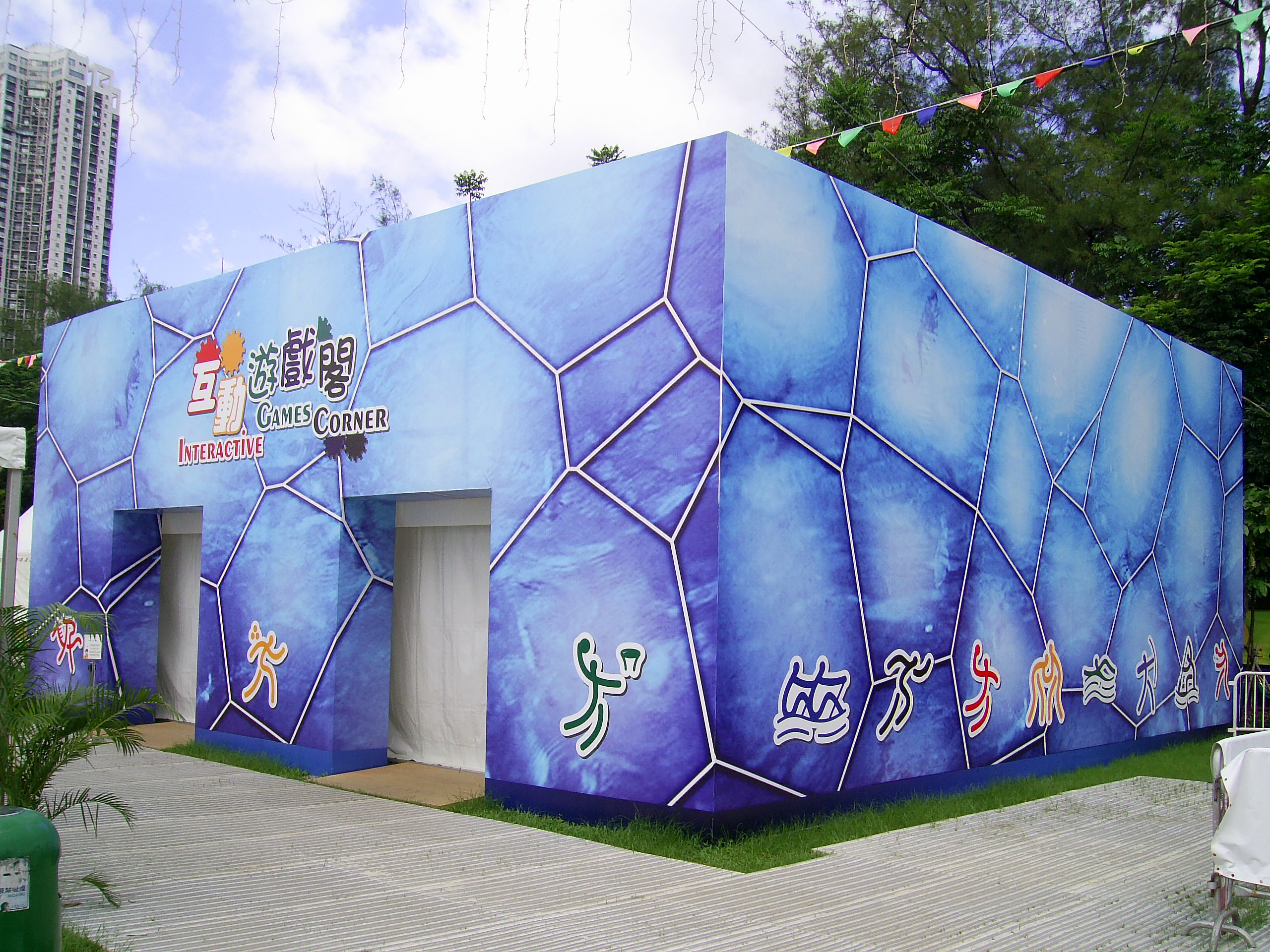
遊戲閣
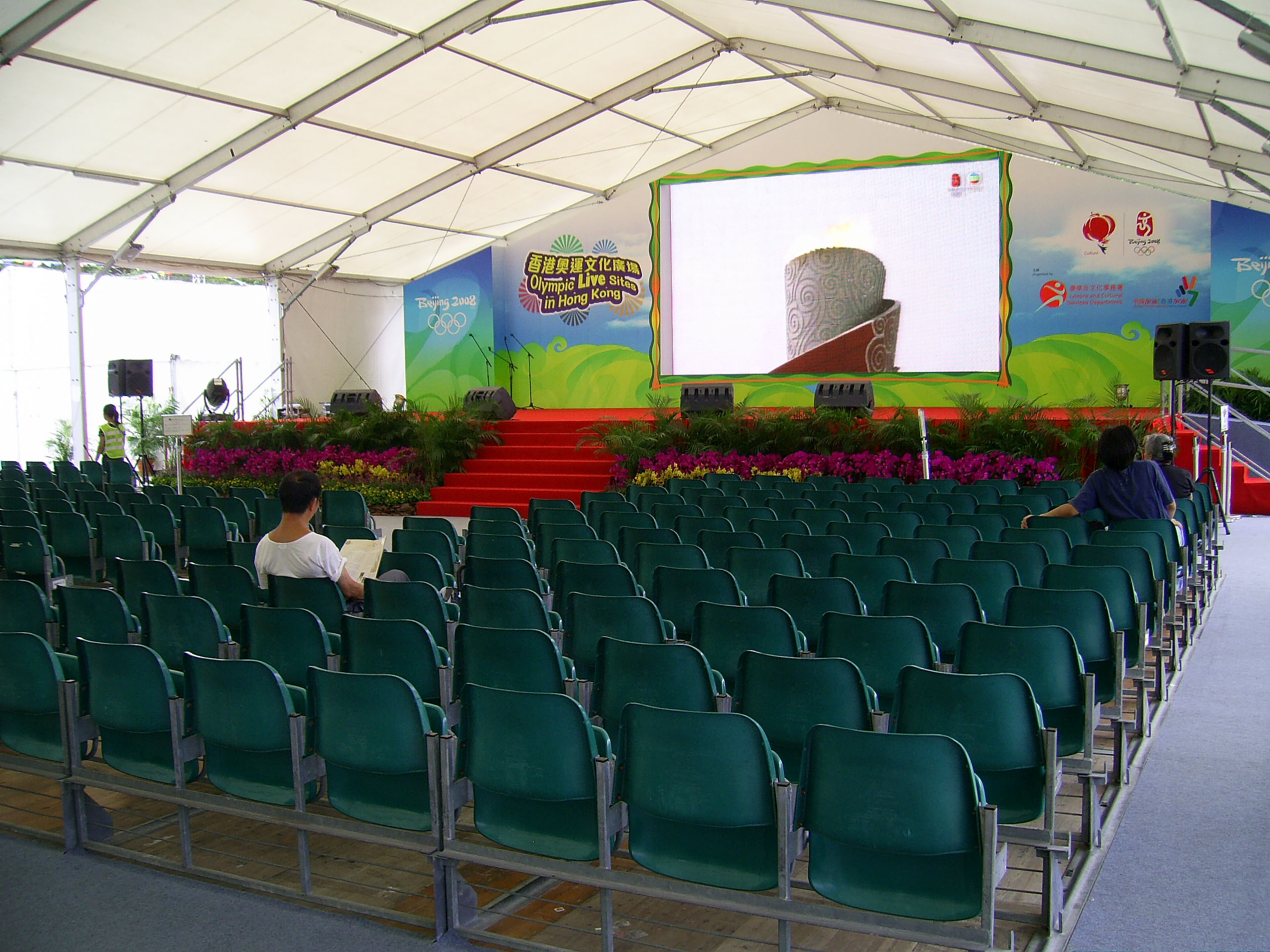
大型電視屏幕和主舞台區
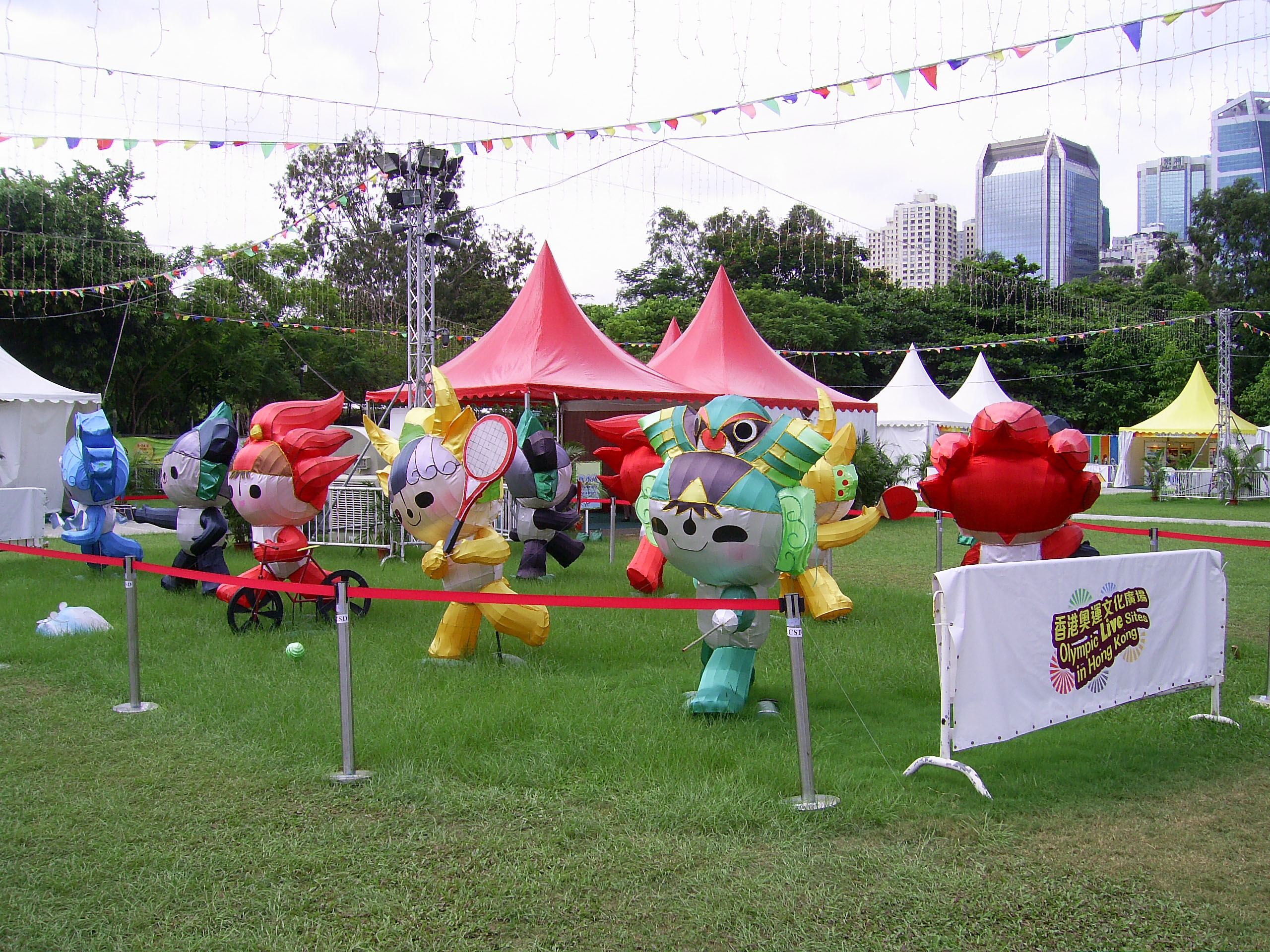
福娃攝影閣
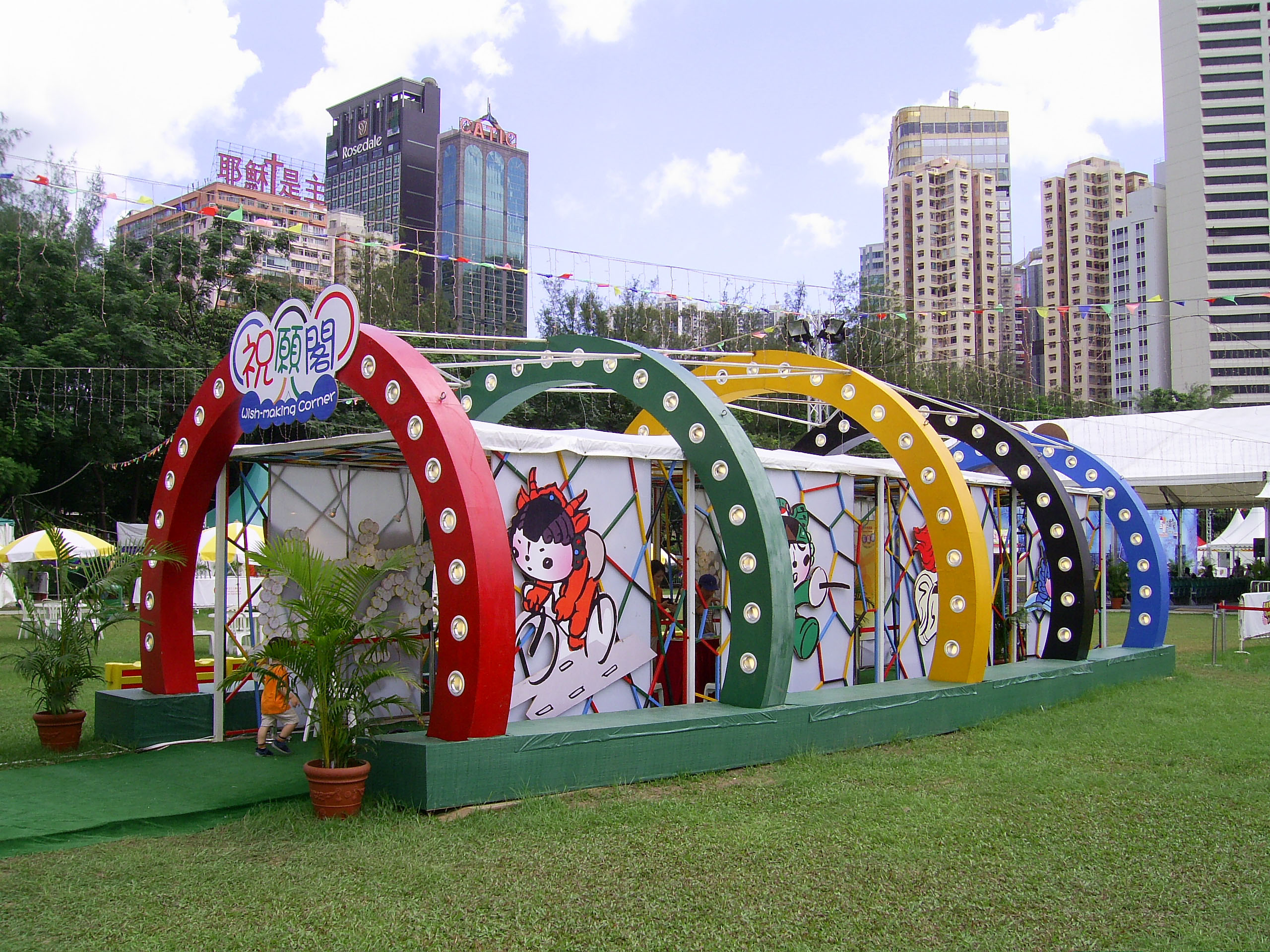
祝願閣

## 開放時間
開放時間可分為一般運作及全面運作時段。在全面運作時段（下午6時至晚上10時）會開放所有設施，更加插舞台表演、攤位遊戲及同樂活動。
- 2008年8月8日：下午6時至晚上11時30分(只供大會預先安排的團體及市民參與)
- 8月9日至8月23日：上午10時至晚上10時
- 2008年8月24日：
  - 上午10時至下午4時
  - 下午6時至11時30分(只供大會預先安排的團體及市民參與)

## 入場安排
大會在8月8日奧運開幕日晚上文化廣場啟動項目及8月24日奧運閉幕日的特定時間，只預留給大會邀請的地區團體及市民入場參與。而在奧運文化廣場其餘開放日子，於每節開始前的一小時，市民可開始在個別奧運文化廣場外的指定地點免費索取該時段的入場券，派完即止。基於保安理由，進入文化廣場前也需要進行安全檢查。

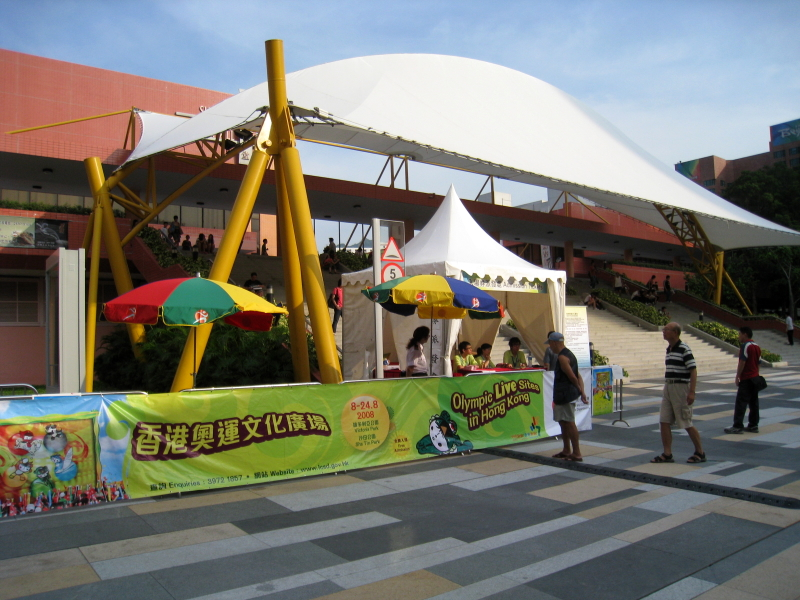
沙田公園奧運文化廣場入場券可於沙田大會堂大樓梯旁索取
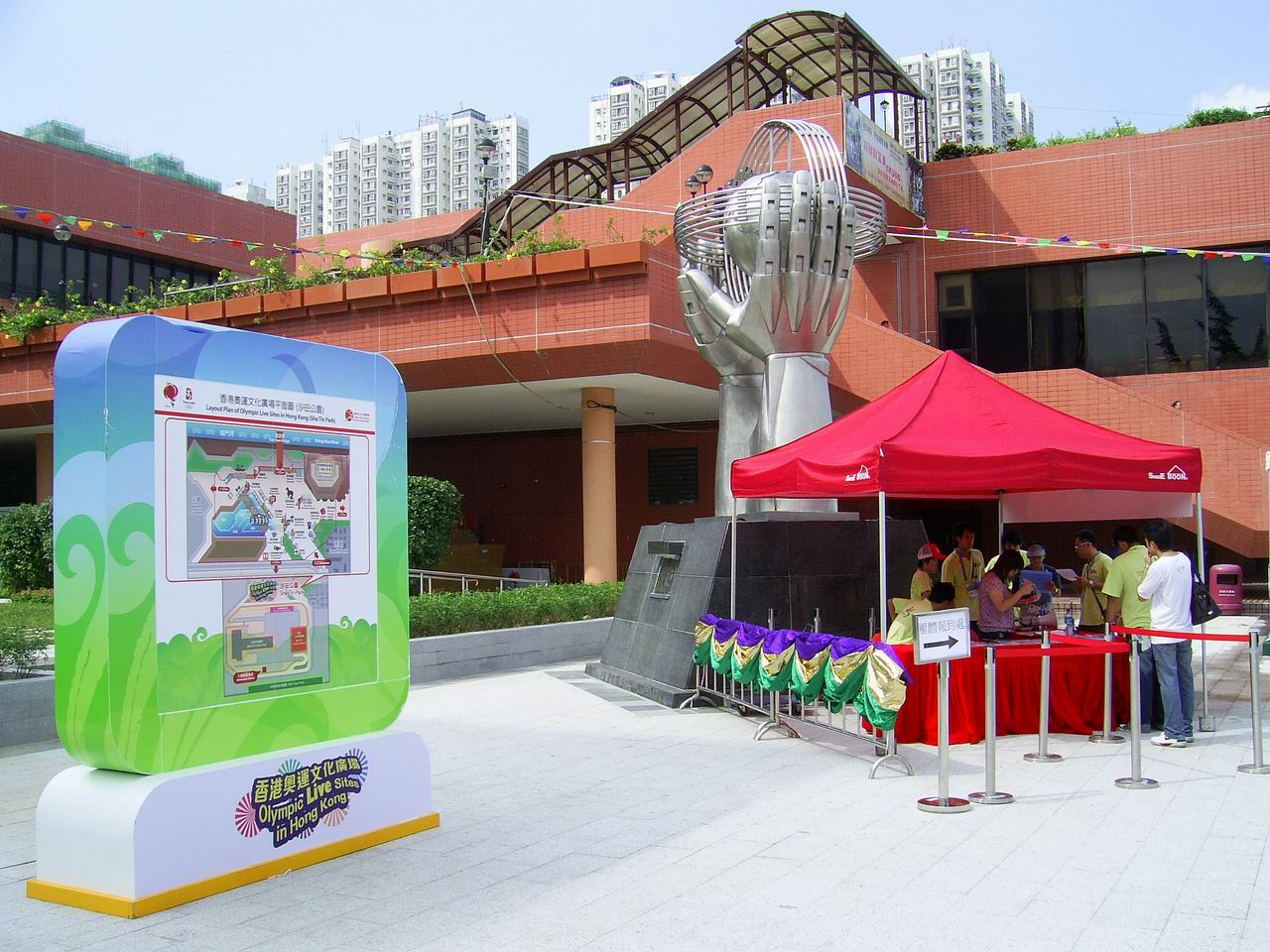
沙田公園奧運文化廣場團體報到處
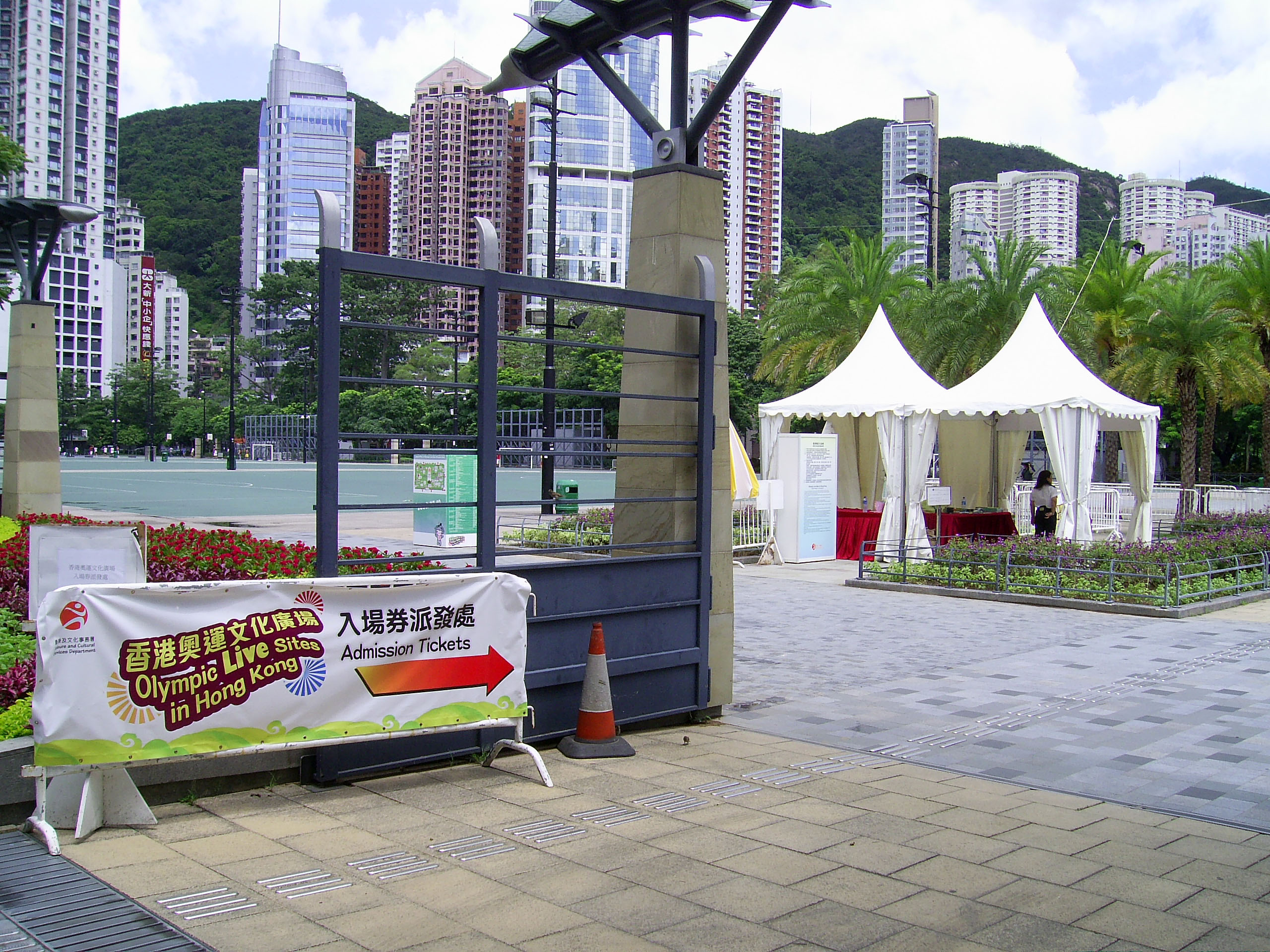
維園奧運文化廣場入場券派發處

## 外部連結
- 康樂及文化事務署－香港奧運文化廣場 （页面存档备份，存于）
- 康樂及文化事務署－殘奧會香港奧運文化廣場 （页面存档备份，存于）